# 鮎川桃果
鮎川 桃果（あゆかわ ももか、1991年6月10日 - ）は、東京都出身の女優。イトーカンパニー所属。

## 人物
身長161cm。血液型O型。
趣味はヨガ、エレクトーン。特技は編み物、料理。

## 出演作品

### テレビドラマ

#### NHK
- ドラマ10 / デイジー・ラック 第1話（2018年4月） - 清水の彼女 役

#### 日本テレビ
- 土曜ドラマ
  - 学校のカイダン 第9話（2015年3月）
  - イノセンス 冤罪弁護士 第4話（2019年2月）

#### TBS
- ドラマNEO / ダークシステム 恋の王座決定戦 第1話（2014年1月）
- ドラマストリーム / スイートモラトリアム 第1話、第5話（2023年5月23日、6月20日） - 一花 役

#### フジテレビ
- トリハダ〜夜ふかしのあなたにゾクッとする話を（2012年）
  - ドクロゲキ
  - ドクロゲキ2
- 櫻子さんの足下には死体が埋まっている 第8話（2017年6月）
- オトナの土ドラ
  - 結婚相手は抽選で（2018年10月6日） - 女性 役
  - リカ 第5話（2019年11月2日） - 女性社員 役
- カンテレドラマらぼ / 連続殺人鬼カエル男 第5話（2020年2月7日）
- 世にも奇妙な物語 夏の特別編「3つの願い」（2020年7月11日） - 松山楓 役
- Tokyo Woman 第1話（2023年11月6日） - コンシェルジュ 役

#### テレビ朝日
- 仮面ライダーシリーズ
  - 仮面ライダーフォーゼ 第19話、第20話（2012年1月） -　女子部員 役
  - 仮面ライダードライブ 第37話、第38話（2015年7月） - 増川美穂 役[2] / ロイミュード090（声、人間態）[3][4]、クックロイミュード（声）[5]
- 刑事7人 第4話（2018年8月） - 里中恵理香 役
- 相棒
  - season17 第3話（2018年10月31日） - 宮内友里子 役
  - season19 第11話（2021年1月1日） - 五十嵐美幸 役
  - season22 第4話（2023年11月1日） - 藤巻英子 役
- ドラマL / それでも愛を誓いますか? 第2話（2021年10月10日）- 有希 役
- 金曜ナイトドラマ / NICE FLIGHT!（2022年7月22日 - 9月9日） - 清水涼香 役

#### テレビ東京
- ソコアゲ★ナイト / 太鼓持ちの達人〜正しい××のほめ方〜 第3話、第8話、第12話（2015年1月26日、3月2日、3月30日） - 紗理奈 役
- ドラマパラビ / さすらい温泉♨遠藤憲一 第2話（2019年1月） - 森本千秋 役
- ドラマBiz / スパイラル〜町工場の奇跡〜 第4話、第5話（2019年5月）
- 駐在刑事 Season3 第5話（2022年2月11日） - 吉見麻衣 役
- ドラマ8 / ハイエナ 第1話（2023年10月20日） - 三鬼一恵 役

#### テレビ静岡
- からくり侍 セッシャー1（2013年）

#### TOKYO MX2
- 怪談夜話 ぞくり。「メイキング」（2018年）

#### NHK BSプレミアム
- 青春ブレイクスルー / 29歳の大逆転・壇蜜（2014年8月）
- プレミアムよるドラマ / 徒歩7分 第8話（2015年1月） - 黒崎美紀 役

#### BSジャパン
- 男と女のミステリー時代劇 第12話（2016年9月） - お米 役
- 土曜ドラマ9→連続ドラマJ
  - 噂の女 第8話、第10話（2018年6月） - 関谷ユミ 役
  - サイレント・ヴォイス 行動心理捜査官・楯岡絵麻 Season2 第8話（2020年5月30日） - 柳瀬茜 役

#### WOWOW
- 連続ドラマW
  - 罪と罰 A Falsified Romance（2012年4月）
  - レディ・ジョーカー 第5話（2013年3月） - 内田早苗 役
  - だから殺せなかった 第2話（2022年1月16日） - 本郷冴子 役
- お先にどうぞ 焼肉 篇（2013年11月）
- TOKYO VICE - ユミ 役
  - シーズン1（2022年4月24日 - 6月12日）
  - シーズン2（2024年4月6日 - 6月8日）

### テレビ番組
- となりの美女MAP（2012年、BeeTV）
- アイドル潜入捜査（2012年、MONDO TV）
- THE突破ファイル（2019年、日本テレビ）
- シャキーン! 「つりあってる?」（2019年、NHK Eテレ）
- 痛快TV スカッとジャパン 「新ショートスカッと〜パスタの食べ方にうるさすぎる女」（2021年、フジテレビ）

### 映画
- ソラから来た転校生（2013年、キュリオスコープ） - Aコアネ
- カノジョは嘘を愛しすぎてる（2013年、東宝）
- ゆがみ。 呪われた閉鎖空間（2014年、十影堂エンターテイメント）
- 横たわる彼女（2014年、monogatari）
- 宇田川町で待っててよ。（2015年、日本出版販売）
- 東映 presents HKT48×48人の映画監督たち「潜在意識の恋人」（2017年、東映）
- 恋とさよならとハワイ（2017年、Ippo） - 柴崎アスカ
- アウトサイダー The Outsider（2018年、Netflix）
- 太陽の家（2020年、REGENTS） - 太田裕子
- ボディ・リメンバー（2021年） - リリコ
- THE ORINGPIC（2021年） - 10610号
- かさぶら（2022年） - リリコ
- 闇の料理人 クロダ（2022年）
- 夕方のおともだち（2022年、彩プロ） - トミ子
- グッバイ・クルエル・ワールド（2022年、ハピネットファントム・スタジオ）
- そばかす（2022年、ダブ） - 鈴原遥
- 恋愛終婚（レンアイオワコン）（2022年、アストロ・サンドウィッチピクチャーズ）
- ショートムービー NOTHING NEW「犬」（2023年） - 三嶋
- NN4444（2024年、NOTHING NEW）
- 続てのひら物語 かなわ（2024年）
- 痴人の愛 リバース（2024年、アルバトロス・フィルム）
- 息子と呼ぶ日まで（2024年、BAMIRI＝STELLA WORKS） - 佐々木絵美
- ふしぎ駄菓子屋 銭天堂（2024年、東宝） - ミドリ

### 配信ドラマ
- そして世界は全て変わる（2012年、フジテレビオンデマンド）
- OL達の給湯室（2013年、BeeTV）
- 100文字アイデアをドラマにした!（2020年）
- 今際の国のアリス（2020年12月10日、Netflix）
- シンデレラ・コンプレックス（2021年、Paravi） - アイリ
- オールドファッションカップケーキ（2022年、フジテレビオンデマンド・Rakuten TV） - 佐々木
- 〇〇ちゃん（2023年、DMM TV） - 梨花
- サレ妻の復讐（2024年、TOP SHORT） - 夏目遥香

### オリジナルビデオ
- いけない! ルナ先生 やさしくむいてね篇（2014年） - みなみ

### 舞台
- ロッカールームに眠る僕の知らない戦争（2012年）
- 劇団UTY 第1回公演「喫茶ボギー」（2012年）
- Straw&Berry
  - 第1回公演「マリア」（2013年）
  - 第2回公演「ワンダーランド」（2015年）
- 劇団ズッキュン娘
  - 第5回公演「ダーリン! ダーリン!」（2014年）
  - 第9回公演「シャバダババダ1」（2016年）
- 水素74% 第6回公演「誰」（2015年）
- 青年団リンク・玉田企画「果てまでの旅」（2015年）
- 五反田団公演
  - 「pion」（2015年 - 2016年）
  - 「新年工場見学会」（2015年 - 2020年）
  - 「少年期の脳みそ」（2017年）
  - 「愛に関するいくつかの断片」（2022年）
- 宮本武蔵・完全版（2016年）
- FunlQのかけ算「FunlQ×上野友之」（2017年）
- 城崎温泉怪談祭「城崎怪団」（2017年）
- なかないで、毒きのこちゃん「ほうぼう」（2017年）
- Mrs.fictions
  - 「ミセスフィクションズ夏の振替上演・上映会」（2018年）
  - 第四回単独本公演「月がとっても睨むから」（2019年）
- 日本劇作家協会 月いちリーディング「菜ノ獣」（2018年）
- 劇団競泳水着 第21回公演「暫しのおやすみ」（2021年）
- さよなら人生 vol.1「高尾山へ」（2025年）[6]

### CM
- ほけんの窓口グループ 「薬丸夫妻ゲスト篇」（2012年）
- ユニバーサル・スタジオ・ジャパン（2012年）
- パンテーン 「どんな天気でもまとまってる篇」（2012年）
- 岩下の新生姜 「新生姜のある、しあわせ篇」（2012年）
- 銀座ダイヤモンドシライシ（2016年）
- JAL 「浪漫飛行 沖縄」（2016年）
- 大正製薬 「リポビタンファインプレシャス」（2017年）
- 大成株式会社（2018年）
  - 大成ビルマネージメント（2020年）
- パーソルホールディングス 「ニッポンの人事部長PERSOL 宣言 篇」（2019年）
- Nature Remo（2019年）
- カメラのキタムラ スマホ個別教室「孝行息子篇」（2019年）
- ラクスル（2020年）
- ノバセル（2021年、2023年）
- BOOK☆WALKER（2021年）
- ウェルスナビ（2022年）
- ベルシステム24（2022年）
- UQ mobile（2023年）
- アイリスオーヤマ 「省エネ促進機器」（2023年）
- ロート製薬 ハレス（2023年）
- 江崎グリコ アイスの実（2024年）

### MV
- シンリズム 「FUN!」（2017年）

### VP
- サンシャイン水族館（2013年）
- 東芝家電製品（2013年）

### DVD
- ファーストDVD「もも缶」（2012年）

### WEB
- ムーンナビ WEB CM（2014年）
  - 「グルメ編」
  - 「デート編」
- ピザハット WEB CM（2015年）
- 栃木県観光PR「本物の出会い」（2015年）

### ラジオ
- オレたちゴチャ・まぜっ!〜集まれヤンヤン〜（2012年 - 2013年、MBSラジオ） - ヤンヤンガールズ
- Yakult presents「小さな小さな物語」（2018年、TOKYO FM）